# Burg Röttingen
Die abgegangene Burg Röttingen ist eine ehemalige Wasserburg in Röttingen, einem Ortsteil von Lauchheim im baden-württembergischen Ostalbkreis. Das Grundstück wird heute landwirtschaftlich genutzt.

## Lage und Beschreibung
Der gut erhaltene Burgstall befindet sich auf einer freien Fläche im Dorf (Flurstück 39/4) zwischen der Schulstraße und der Baldernstraße. Die Anlage gliederte sich in einen nahezu quadratigen, 20 × 20 Meter großen, ehemals befestigten Vorhof im Norden und einen Turmhügel im Süden des Grundstücks. Sowohl Turmhügel als auch Vorburg sind von einem tiefen Graben umgeben, der wohl in früheren Zeiten mit Wasser gefüllt war.

## Geschichte
Vermutlich war die Burg Röttingen der Sitz der Herren von Röttingen, die oft den Leitnamen Raban führten. Erstmals genannt wurde das Geschlecht im Jahre 1262 mit Raban von Röttingen (Rabeno de Rotingen). Um 1350 lebten Conrad und Raban genannt Schlaitz von Röttingen (Rabeno dictus Slaisse de Rotingen). Die Familie zog wohl später in das Nördlinger Ries. In Röttingen saßen daher später auch andere Familien, zum Beispiel 1352 die Herren von Holheim (Gerung und Raban von Holheim). 1367 wohnte Katharina, Witwe des Siegfried von Zyllnhardt und Tochter des Gerung von Holheim „zu Röttingen“. Von 1407 bis 1430 erscheint noch ein Lutz von Holheim zu Röttingen.
Wann die Burg abgegangen, ist unklar.